# Ahaste
Ahaste – wieś w Estonii, w prowincji Parnawa, w gminie Audru.